# Делла Чайя, Аццолино Бернардино
Аццолино Бернардино Делла Чайя (итал. Azzolino Bernardino della Ciaia, также della Ciaja; 21 мая 1671, Сиена — 15 января 1755, Пиза) — итальянский органист, клавесинист и композитор.
Происходил из пизанского аристократического рода и провёл в Пизе большую часть жизни, за исключением периода в 1713—1730 гг., когда работал в Риме. Наряду с карьерой инструменталиста и композитора занимался также органостроительством — в частности, работал над сооружением грандиозного органа в пизанской церкви Святого Стефана.
Композиторское наследие Делла Чайя состоит преимущественно из органных и клавирных сочинений, хотя известно и его участие в создании ряда коллективных ораторий начала XVIII века. Наиболее значительным произведением композитора считаются Шесть сонат для клавесина, изданные в Риме в 1727 году. Как отмечает Морис Хинсон, использование диссонансов и сложной орнаментации делает Делла Чайя нехарактерным для своей эпохи автором-экспериментатором, инновативный характер сонат, в том числе в техническом отношении, отмечают и другие специалисты. Одну из сонат Делла Чайя во второй половине 1920-х гг. аранжировал для фортепиано и исполнял в концертах Бела Барток, эта обработка опубликована в сборнике Бартока «Итальянская клавесинная и органная музыка XVII и XVIII веков в переложении для фортепиано» (1930). Чуть ранее подробный доклад о жизни и творчестве Делла Чайя опубликовал Гвидо Киджи Сарачини.